# Rudolf Heeger
Rudolf Heeger (15. dubna 1883 Šternberk – 3. listopadu 1939 Moravská Ostrava) byl československý politik německé národnosti a meziválečný poslanec Národního shromáždění za Německou sociálně demokratickou stranu dělnickou v ČSR.

## Biografie

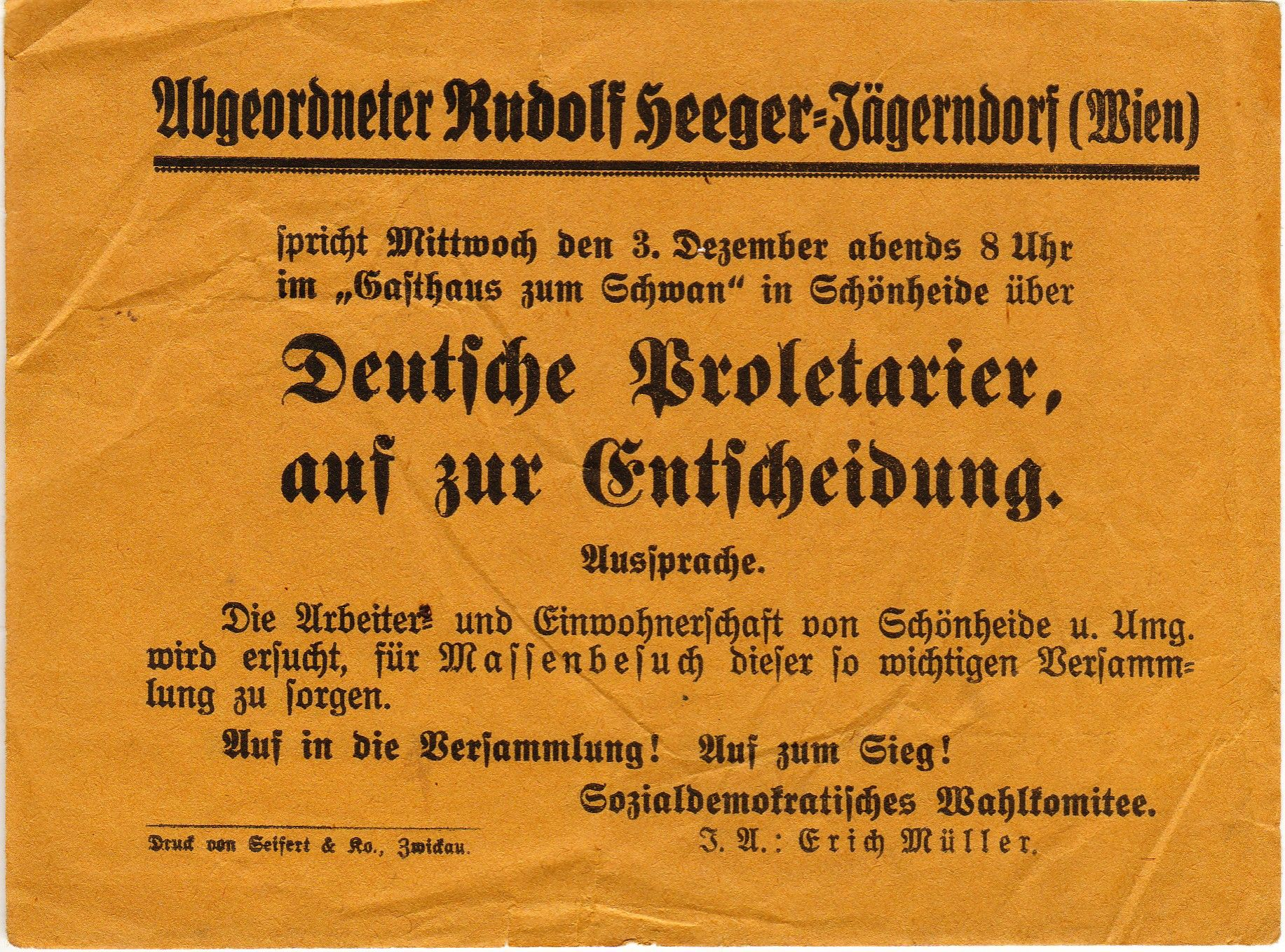
Dobový plakát přednášky Rudolfa Heegera.

V roce 1899 se stal členem rakouské sociální demokracie v rámci její mládežnické organizace Rote Nelke v rodném Šternberku. V období let 1910–1938 byl funkcionářem odborů.
Profesí byl tajemníkem kovodělníků. Podle údajů z roku 1935 bydlel v Krnově. Působil i jako komunální politik.
V parlamentních volbách v roce 1920 byl zvolen za Německou sociálně demokratickou stranu dělnickou v ČSR (DSAP) do Národního shromáždění. Mandát pak obhájil ve všech následujících volbách, tedy v parlamentních volbách v roce 1925, parlamentních volbách v roce 1929 i parlamentních volbách v roce 1935. Poslanecké křeslo ztratil na podzim 1938 v souvislosti se změnami hranic Československa.
V září 1938 se přestěhoval do Moravské Ostravy. Zde ho v březnu 1939 zatklo gestapo. Byl převezen do Prahy na Pankrác. Ze zdravotních důvodů byl ovšem nejprve propuštěn. Zemřel v listopadu 1939 v Moravské Ostravě.